# Clément Lenglet
Clément Nicolas Laurent Lenglet (* 17. června 1995 Beauvais) je francouzský profesionální fotbalista, který hraje ne pozici středního obránce za španělský klub Atlético Madrid, kde je na hostování ze španělské Barcelony.
Svou profesionální kariéru začal ve francouzském Nancy, kde odehrál 85 zápasů a v sezóně 2015/16 vyhrál titul v Ligue 2. V lednu 2017 přestoupil do Sevilly za 5,4 milionů euro a tam za 73 zápasů vstřelil 4 góly. Po angažmá v Seville přestoupil 12. června 2018 do Barcelony za 35 milionů eur.

## Klubová kariéra

### Nancy
Clément Lenglet se narodil ve francouzském městě Beauvais a svůj debut v profesionální kariéře odehrál 27. září 2013 doma v bezbrankové remíze proti týmu AC Arles-Avignon, kde v 32. minutě nastoupil místo Rémiho Waltera, ale v 45. minutě ho nakonec vystřídal Lossémy Karaboué.
V sezóně 2015/16 odehrál Lenglet hned 34 zápasů a Nancy vyhrál druhý ligový titul v klubové historii. Svůj první gól za Nancy vstřelil 29. ledna 2016 na domácím hřišti, když vyrovnával v nakonec vyhraném utkání proti Clermont v poměru 3:1. Ve 22. minutě utkání proti Auxerre, když Nancy vedlo 2:0, skolil Lenglet v pokutovém území Serhou Guirassiho, byl vyloučen a Auxerre kopalo penaltu, která ale brankou neskončila. Zápas skončil remízou 2:2. Ve 12. minutě utkání 25. dubna rozehrával Benoît Pedretti přímý kop, který dokázal Clement Lenglet dopravit do brány, díky tomuto gólu vyhráli Nancy nad FC Sochaux 1:0 a, po tříroční absenci, postoupilo do Ligue 1.
V první polovině sezóny 2016/17 odehrál v Ligue 1 18 zápasů.

### Sevilla
O Lengleta měla zájem Sevilla, která za něj nabízela 5 milionů eur. Nabídku v Nancy nakonec přijali a Clément Lenglet 4. ledna 2017 přestoupil se smlouvou do roku 2021. Jedním z důvodů proč o něj měla Sevilla zájem byl přestup jeho krajana Timothée Kolodziejczaka do Borussie Mönchengladbach.
Svůj debut za Andalusijce si odbyl o šest dní později při domácí remíze 3:3 s Realem Madridem v osmifinále soutěže Copa del Rey (výsledek dvojzápasu byl 6:3 pro Real Madrid). Proti Realu Madrid se Lenglet se Sevillou utkal dále 15. ledna v La Lize na Stadionu Ramóna Sáncheze Pizjuána, kde vyhráli 2:1 a ukončili tak 40 zápasů dlouhou neporazitelnost ve všech soutěžích tohoto klubu. Ve druhé poloviny sezóny odehrál 17 ligových zápasů.
Svého prvního gólu za Sevillu se Lenglet dočkal 19. srpna 2017, kdy otevřel utkání proti Espanyolu, které skončilo remízou. Po tomto prvním utkání sezóny se diskutovalo, zda to nebyla branka z ofsajdu. V evropské soutěži se poprvé trefil 1. listopadu. Tenkrát mu na hlavu přistál centr Évera Banegy a on neváhal a ve 30. minutě utkání proti Spartaku Moskva ve skupinové fázi Ligy mistrů vyhrávala Sevilla 1:0 (utkání vyhráli 2:1). Poté, co Lenglet odehrál se Sevillou osmifinále Ligy mistrů proti Manchesteru United bez inkasovaného gólu, byl společností ESPN FC vybrán do jejich nejlepší jedenáctky Ligy mistrů.

### FC Barcelona
Další klub, který Lengleta získal, byla španělská Barcelona. Sevilla za něj dostala 35 milionů eur. Za Barcelonu odehrál v Supercopa de España 2018 celých 90 minut, a pomohl jí tak zdolat svůj předchozí klub Sevillu 2:1. Ve svém debutu s Barcelonou v La Lize 23. září proti Gironě v 35. minutě udeřil loktem svého protihráče Pere Pons a za tento zákrok byl odměněn červenou kartou. Zápas Barcelona – Girona skončil remízou 2:2. V soutěži Copa del Rey vstřelil jediný gól utkání Barcelony proti klubu Cultural Leonesa. Svého prvního gólu v La Lize za Barcelonu se dočkal na Camp Nou proti Realu Sociedad. K vítězství 3:0 nad Eibarem 19. října 2019 pomohl asistencí Antoinu Griezmannovi na první gól. Tento zápas se odehrál na stadionu Ipurua. Důležitý gól si připsal 9. února 2020 v zápase proti Realu Betis, když v 72. minutě vstřelil branku hlavou, přestože byl v 79. minutě vyloučen vyhrála Barcelona na Stadionu Benito Villamarín 3:2. V sezóně 2021/22 přestal dostávat dostatečný herní čas, proto před sezónou 2022/23 odešel na hostování do anglického týmu Tottenham Hotspur, v němž odehrál 35 zápasů, připsal si 1 gól a 2 asistence. V sezóně 2023/24 byl na hostování v anglické Aston Ville, kde odehrál 25 zápasů a získal 1 asistenci. Pro sezónu 2024/25 je na hostování ve španělském klubu Atlético Madrid, kde mu skončí 30. června 2025. K datu 29. dubna 2025 má ve 31 zápasech 2 góly a 2 asistence.

## Reprezentační kariéra
Do francouzské reprezentace byl Clément Lenglet povolán 21. května 2019 trenérem Didierem Deschampsem na přátelský zápas proti Bolívii a na dva zápasy Kvalifikace na Mistrovství Evropy ve fotbale 2020 proti Andoře a Turecku. Všechny tyto zápasy byly odehrány v první polovině června 2019. Svůj debut odehrál 11. června v zápase venku vyhraném 4:0 proti Andoře a svůj první gól vstřelil proti stejnému týmu. Zápas byl odehrán 10. září a Francie vyhrála 3:0. K roku 2025 již není aktivní součástí francouzské reprezentace z důvodu silné konkurence na postu středního obránce.

## Osobní život
Clémentův mladší bratr Corentin hraje fotbal jako stoper. Ve stejný den jako jeho bratr přestoupil Corentin z Nancy do Sevilly, ale na rozdíl od něj strávil jednu sezónu v C-týmu v Tercera División.

## Statistiky

### Klubové
Aktualizováno k 9. únoru 2020
| Klub             | Sezóna           | Liga             | Liga   | Liga | Národní pohár | Národní pohár | Ligový pohár | Ligový pohár | Evropa | Evropa | Ostatní | Ostatní | Celkem | Celkem |
| Klub             | Sezóna           | Divize           | Zápasy | Góly | Zápasy        | Góly          | Zápasy       | Góly         | Zápasy | Góly   | Zápasy  | Góly    | Zápasy | Góly   |
| ---------------- | ---------------- | ---------------- | ------ | ---- | ------------- | ------------- | ------------ | ------------ | ------ | ------ | ------- | ------- | ------ | ------ |
| AS Nancy         | 2013/14          | Ligue 2          | 3      | 0    | 0             | 0             | 0            | 0            | —      | —      | —       | —       | 3      | 0      |
| AS Nancy         | 2014/15          | Ligue 2          | 22     | 0    | 2             | 0             | 2            | 0            | —      | —      | —       | —       | 26     | 0      |
| AS Nancy         | 2015/16          | Ligue 2          | 34     | 2    | 1             | 0             | 1            | 0            | —      | —      | —       | —       | 36     | 2      |
| AS Nancy         | 2016/17          | Ligue 1          | 18     | 0    | 0             | 0             | 2            | 0            | —      | —      | —       | —       | 20     | 0      |
| AS Nancy         | Celkem           | Celkem           | 77     | 2    | 3             | 0             | 5            | 0            | —      | —      | —       | —       | 85     | 2      |
| Sevilla FC       | 2016/17          | La Liga          | 17     | 0    | 1             | 0             | —            | —            | 1      | 0      | —       | —       | 19     | 0      |
| Sevilla FC       | 2017/18          | La Liga          | 35     | 3    | 8             | 0             | —            | —            | 11     | 1      | —       | —       | 54     | 4      |
| Sevilla FC       | Celkem           | Celkem           | 52     | 3    | 9             | 0             | —            | —            | 12     | 1      | —       | —       | 73     | 4      |
| FC Barcelona     | 2018/19          | La Liga          | 23     | 1    | 9             | 1             | —            | —            | 12     | 0      | 1       | 0       | 45     | 2      |
| FC Barcelona     | 2019/20          | La Liga          | 17     | 2    | 3             | 1             | —            | —            | 6      | 0      | 0       | 0       | 26     | 3      |
| FC Barcelona     | Celkem           | Celkem           | 40     | 3    | 12            | 2             | —            | —            | 18     | 0      | 1       | 0       | 71     | 5      |
| Celkem v kariéře | Celkem v kariéře | Celkem v kariéře | 169    | 8    | 24            | 2             | 5            | 0            | 30     | 1      | 1       | 0       | 229    | 11     |

### Mezinárodní
Aktualizováno k 11. říjnu 2020
| Reprezentace | Rok    | Zápasy | Góly |
| ------------ | ------ | ------ | ---- |
| Francie      | 2019   | 7      | 1    |
| Francie      | 2020   | 4      | 0    |
| Francie      | 2021   | 4      | 0    |
| Celkem       | Celkem | 15     | 1    |